# Municipio de Jefferson (condado de Polk, Misuri)
El municipio de Jefferson (en inglés: Jefferson Township) es un municipio ubicado en el condado de Polk en el estado estadounidense de Misuri. En el año 2010 tenía una población de 528 habitantes y una densidad poblacional de 6,8 personas por km².

## Geografía
El municipio de Jefferson se encuentra ubicado en las coordenadas 37°46′21″N 93°25′47″O / 37.77250, -93.42972. Según la Oficina del Censo de los Estados Unidos, el municipio tiene una superficie total de 77.64 km², de la cual 74,85 km² corresponden a tierra firme y (3,6 %) 2,79 km² es agua.

## Demografía
Según el censo de 2010, había 528 personas residiendo en el municipio de Jefferson. La densidad de población era de 6,8 hab./km². De los 528 habitantes, el municipio de Jefferson estaba compuesto por el 96,97 % blancos, el 1,7 % eran amerindios, el 0,38 % eran asiáticos, el 0,19 % eran isleños del Pacífico y el 0,76 % eran de una mezcla de razas. Del total de la población el 0,38 % eran hispanos o latinos de cualquier raza.